# Apatania complexa
Apatania complexa là một loài Trichoptera trong họ Apataniidae. Chúng phân bố ở miền Cổ bắc.